# Desa Oeekam (administrativ by i Indonesien, lat -9,99, long 124,28)
Desa Oeekam är en administrativ by i Indonesien.   Den ligger i provinsen Nusa Tenggara Timur, i den sydöstra delen av landet, 2 000 km öster om huvudstaden Jakarta.